# Empanda
Empanda  (лат.) — род аранеоморфных пауков из подсемейства Dendryphantinae в семействе пауков-скакунов (Salticidae). В составе рода всего один вид — Empanda ornata (Peckham & Peckham, 1885). Распространён в Гватемале.

## Этимология
Научное название рода дано ему в честь римской богини англ. Empanda. Видовое научное название значит «украшенный».